# (4841) Manjiro
(4841) Manjiro es un asteroide perteneciente al cinturón de asteroides, descubierto el 28 de octubre de 1989 por Tsutomu Seki desde el Observatorio de Geisei, Geisei, Japón.

## Designación y nombre
Designado provisionalmente como 1989 UO3. Fue nombrado Manjiro en honor al pescador de la prefectura de Kochi Manjiro Nakahama, que fue rescatado por un barco ballenero estadounidense a la edad de 16 años cuando, en 1843, iba su barco a la deriva en el Pacífico. Comenzó una nueva vida en los Estados Unidos bajo el nombre de John Manjiro, trabajó como primer oficial en varios viajes y jugó un papel muy importante en las primeras etapas de intercambio cultural entre Japón y Estados Unidos.

## Características orbitales
Manjiro está situado a una distancia media del Sol de 2,308 ua, pudiendo alejarse hasta 2,547 ua y acercarse hasta 2,070 ua. Su excentricidad es 0,103 y la inclinación orbital 3,879 grados. Emplea 1281 días en completar una órbita alrededor del Sol.

## Características físicas
La magnitud absoluta de Manjiro es 13,6. Tiene 5,324 km de diámetro y su albedo se estima en 0,188.